# واوچمپس، مرن
واوچمپس، مرن (به فرانسوی: Vauchamps, Marne) یک کامین در فرانسه است که در Canton of Montmirail واقع شده‌است.

## خصوصیات
واوچمپس ۱۲٫۸۸ کیلومترمربع مساحت و ۲۵۸ نفر جمعیت دارد و ۲۱۸ متر بالاتر از سطح دریا واقع شده‌است.